# Synodus pylei
Synodus pylei är en fiskart som beskrevs av Randall 2009. Synodus pylei ingår i släktet Synodus och familjen Synodontidae. Inga underarter finns listade i Catalogue of Life.